# Kirchenpaueria ventruosa
Kirchenpaueria ventruosa is een hydroïdpoliep uit de familie Kirchenpaueriidae. De poliep komt uit het geslacht Kirchenpaueria. Kirchenpaueria ventruosa werd in 1911 voor het eerst wetenschappelijk beschreven door Billard. 